# Perwick Bay
Perwick Bay är en vik utanför Isle of Man. Den ligger i den sydvästra delen av Isle of Man, 19 km sydväst om huvudstaden Douglas